# 浜田島
浜田島（はまだじま、The Hamada Island）は、ロック・ミュージシャンの浜田省吾を題材とした展覧会である。

## 概要
1980年発売の浜田省吾のアルバム『HOME BOUND』以来、30年以上に渡ってアート・ディレクターとして仕事を共にしている田島照久による作品展。日本のロック・ミュージック・シーンでは類を見ない規模と内容の展覧会である。「浜田島」というタイトルは、「浜田」と「田島」の二人の名前を合わせた言葉である。
銀塩写真、デジタルアート、油彩、映像から立体造形まで、あらゆる視覚表現を駆使している。一部のギャラリーでは、オリジナルの音源も使用されている。すべての展示物が浜田省吾を題材としており、過去の作品をリニューアルしたものや、未発表の作品などが使用されている。
また、会場では浜田島オリジナル・グッズも販売されている。インターネット上のオンライン・ショップで購入することも可能となっている。

## これまでの開催歴
- 第1回（横浜市・横浜赤レンガ倉庫）

2009年7月3日〜7月15日
- 第2回（大阪市・中之島バンクス）

2010年5月20日〜5月30日
- 第3回（名古屋市・ナディアパーク デザインホール）

2014年12月19日〜12月28日
- 第4回（福岡市・福岡アジア美術館）

2015年3月13日〜4月5日